# روسي (إميليا رومانيا)
روسي (بالإيطالية: Russi)‏ هي بلدية في مقاطعة رافينا في إقليم إميليا رومانيا الإيطالي.

## السكان
في سنة 1861 بلغ عدد السكان 7٬852 نسمة، وتطور العدد ليصل في سنة 2011 لـ 12٬083 نسمة.
يظهر هذا المخطط البياني تطور النمو السكاني لـ روسي (إميليا رومانيا)

## توأمة
لروسي (إميليا رومانيا) اتفاقيات توأمة مع كل من:
- سالوجيا
- بوبفينغن
- Podbořany [الإنجليزية]‏

## أعلام
- ميركو فالديفيوري